# 영평초등학교 (경기)
영평초등학교는 대한민국 경기도 포천시에 있는 공립 초등학교이다.

## 학교 연혁
- 1907년 12월 1일 사립 영창학교 개교
- 1909년 4월 1일 사립영창보통학교 인가
- 1910년 9월 1일 공립영평보통학교 설립인가
- 1938년 4월 1일 교명 변경 (영평공립심상소학교)
- 1941년 4월 1일 교명 변경 (영평공립국민학교)
- 1945년 8월 15일 조선민주주의인민공화국 치하로 편입
- 1955년 4월 7일 수복 후 재개교
- 1956년 3월 17일 제33회 졸업식 (수복 후 1회)
- 1981년 3월 5일 병설유치원 설립인가
- 1996년 3월 1일 영평초등학교로 개칭
- 2011년 12월 9일 사암방과후학교 개관
- 2015년 4월 9일 꿈의 도서관 개관
- 2019년 1월 7일 제96회 졸업식 (졸업생 12명, 총 2,038명)
- 2019년 3월 1일 2019학년도 6학급 편성(병설유치원 2학급)
- 2019년 9월 1일 제28대 박찬욱 교장 부임
- 2022년 3월 1일 폐교 및 금주초등학교, 영중초등학교와 함께 포담초등학교로 통폐합[1]

## 참고 자료
- 영평초등학교 - 한국교육학술정보원 학교알리미

## 같이 보기
- 금주초등학교
- 영중초등학교